# 湿式化学

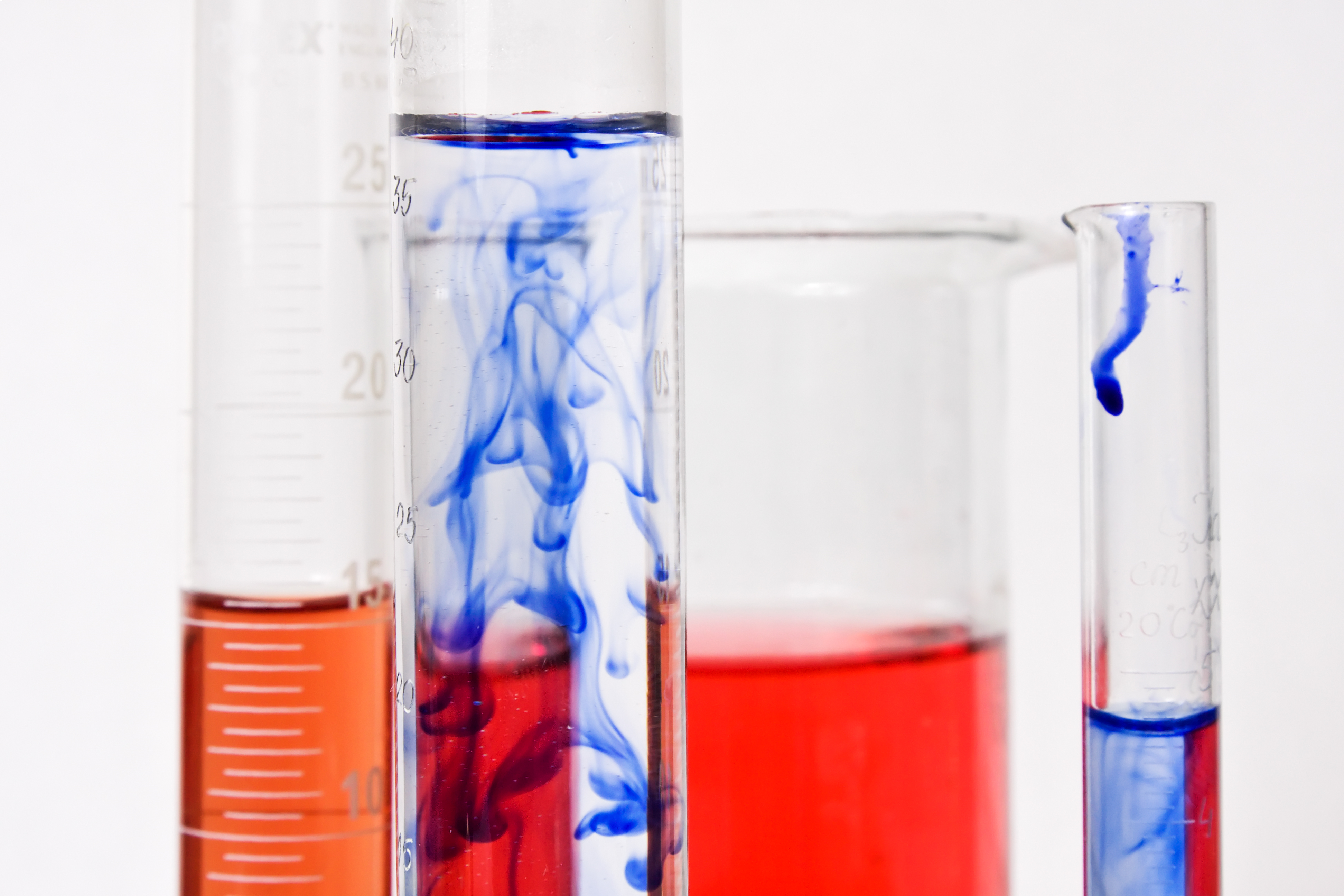
化学物質で満たされたメスシリンダーとビーカー

湿式化学は材料を分析し観察するといった古典的方法を使用する分析化学の一形態である。ほとんどの分析が液相で行われるため、湿式化学と呼ばれている。湿式化学では研究室内の実験台で多くの分析試験が行われるため「実験台の化学」(bench chemistry) とも呼ばれる。

## 器具
湿式化学では、材料が意図しない物質によって汚染されたり干渉されたりしないように、ビーカーやメスシリンダーといった実験用ガラス器具を使用する。ガソリン、ブンゼンバーナー、るつぼを使用して、蒸発させ、乾燥物質を分離することも行われる。湿式化学では物質を自動分析するような最新の装置は使用されない。しかし、物質が変化する前後の重量を測定するための簡単な測定器具は用いられる。多くの高校および大学の研究室は、基本的な湿式化学の分析手法を学生に教えている。

## 歴史
理論化学や計算化学の時代が始まる前は、湿式化学は化学分野において、科学的発見の最も重要な形態だった。この点が、湿式化学が古典化学と呼ばれることがある理由となっている。科学者は、湿式化学の精度を向上させる技術を絶えず開発してきた。その後、湿式化学では不可能な研究を行うための分析機器が開発された。後世において、これは機器分析と呼ばれる分析化学の一分野として分かれた。今日の社会において、また最近の品質管理の要件において、湿式化学の大部分は無くてはならないものとなっているので、その多くの手法が、省力化のため、自動化され、コンピュータ化されている。湿式化学の手動の分析操作は主に学校で行われている。

## 方法

### 定性的方法
定性的方法は、ある変化を検出するために定量化できない情報の変化を用いる。すなわち、色、香り、手触りなどの変化である。

#### 化学試験

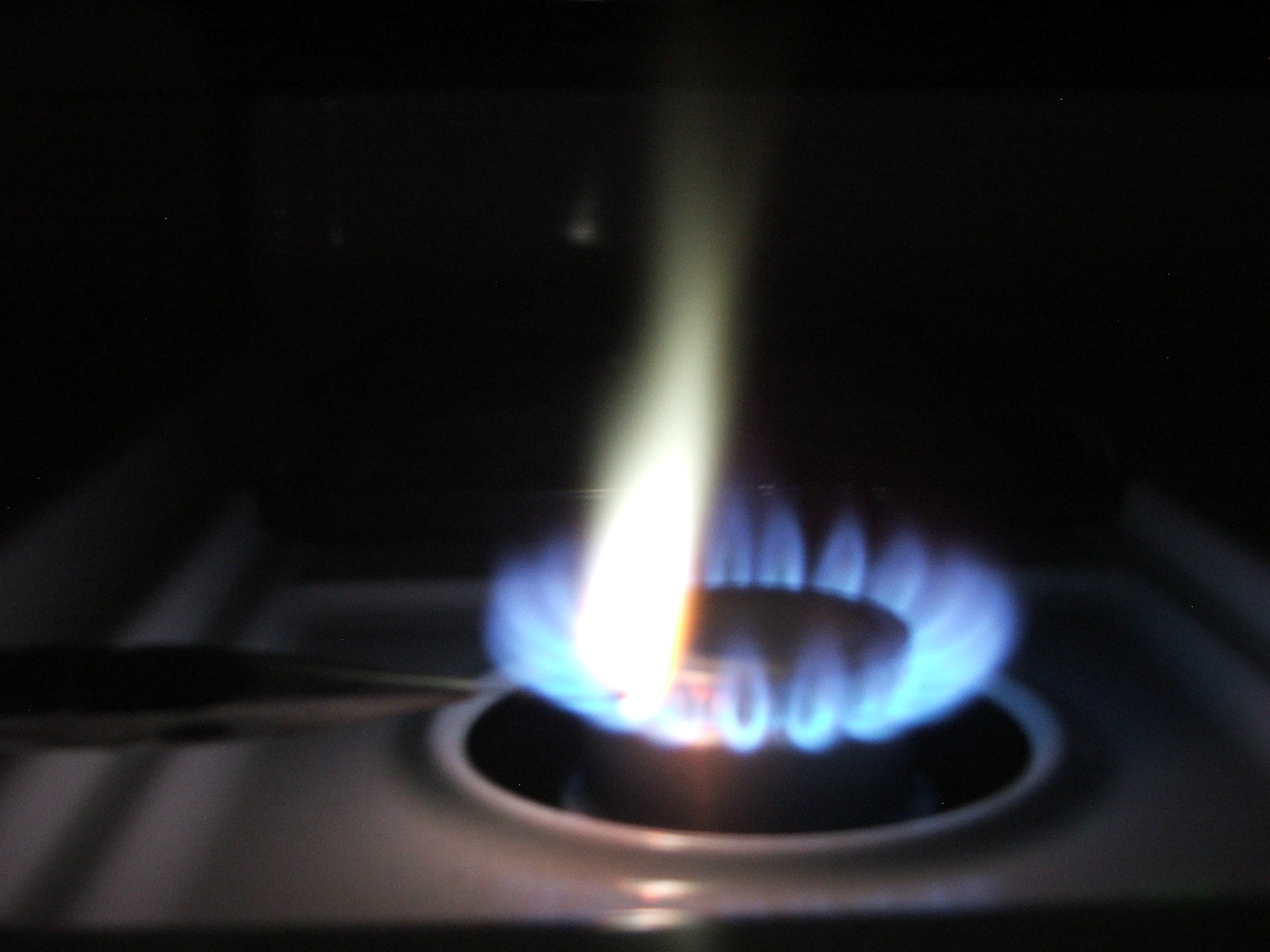
燃焼時、鉛は明るい白色炎を示す。

化学試験は未知の溶液に含まれる特定の化学物質の存在を示す試薬を使用する。試薬を加えることで、それが反応する化学物質に基づく固有の反応を起こし、溶液中にどのような化学物質が存在するかを知ることができる。その一例が、タンパク質を含む試験管に強酸を添加するヘラー試験である。タンパク質が酸に接触すると濁った環が形成され、酸によるタンパク質の変性で検出される。濁りはタンパク質が液体中に存在するというしるしである。この試験方法は、ヒトの尿中のタンパク質を検出するために使用される。

##### 炎色反応
炎色反応はよく知られている化学試験である。その試験は金属イオンに対してのみ用いられる。金属粉末を燃焼すると、金属の種類に応じ、固有の色を発する。例えば、カルシウム (Ca) を燃焼するとオレンジ色、銅 (Cu) は青色を示す。金属燃焼時の発色は、花火で明るい色を作り出すために利用されている。

### 定量的方法

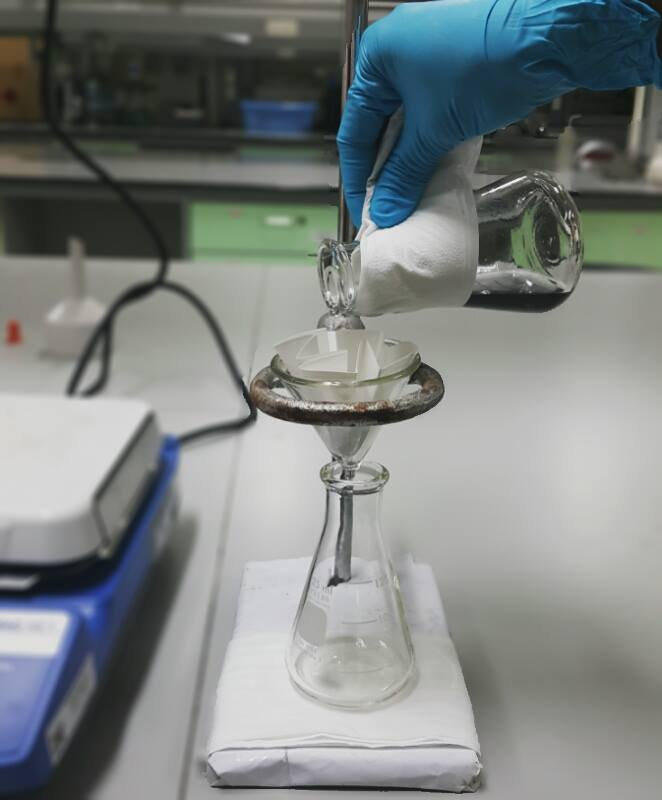
濾過することで液体から固形分が分離される、液体はビーカーに集められる。

定量的方法は、測定および定量化できる変化を示す情報を利用する。これには、量、濃度、重量などの変化が含まれる。

#### 重量分析
重量分析では、沈殿から形成された固体、または液体に溶解した固体の重量または濃度を測定する。反応の前に液体の重量を記録しておく。沈殿操作では、沈殿物が形成されなくなるまで試薬を加える。それから、沈殿物を乾燥させ、液体中の化学物質濃度を測定するために秤量する。溶解物質については、固形物が除去されるまで濾過するか、全ての液体が蒸発するまで沸騰させる。固形物を完全に乾燥させたあと秤量し、その濃度を決定する。すべての液体を蒸発させるのが、一般的なやり方である。

#### 容量分析
滴定は、容量測定により化学物質の量を決定するため、容量分析と呼ばれる。未知の物質および濃度の溶液に、既知の容量および濃度の試薬を添加する。変化を起こすに必要な試薬量は、未知の物質量に比例する。これにより、未知の物質の存在量を明らかにできる。目に見える変化がない場合は、指示薬が溶液に添加される。指示薬は、溶液のpHに応じて色が変わる。色の変化が起こる正確な点を終点と呼ぶ。色の変化は非常に突然起こり得るので、非常に正確に測定することが重要である。

### 比色分析
比色分析は、定性的および定量的な両方の特徴をもつ独特の方法である。その定性的な分析では、色の変化が起こったことを記録する。この色の変化には、濃淡の変化、全く違う色への変化がある。定量的な分析では、色の波長を測定できる分光装置を使用する。波長の変化を正確に測定することで、色の変化を判断する助けとなる。

## 用途
湿式化学技術は、色の変化（比色）のような定性的な化学測定に使用できるが、重量測定や滴定測定といった方法を使って、より定量的な化学測定もよく行われる。湿式化学で利用される試験としては以下が挙げられる。
- pH (酸性、アルカリ性)
- 濃度
- 伝導度 (特異的コンダクタンス)
- 曇点 (非イオン界面活性剤)
- 硬度
- 融点
- 固体や溶解固形分
- 塩分
- 比重
- 密度
- 濁度
- 粘度
- 水分 (カールフィッシャー滴定)

湿式化学は、環境の現状を決定するための環境化学の手段としても利用されている。環境に対する試験としては以下が挙げられる。
- 生物化学的酸素要求量（BOD）
- 化学的酸素要求量（COD）
- 富栄養化
- 塗装の同定

湿式化学はサンプルの元素分析にも利用され、例えば、以下のような水質検査の項目が挙げられる：
- アンモニア性窒素
- 塩化物
- クロム
- シアン化物
- 溶存酸素
- フッ化物
- 窒素
- 硝酸塩
- フェノール
- リン酸塩
- リン
- シリカ
- 硫酸塩、硫化物

## 関連資料
- Elizabeth K. Wilson. “Phoenix Tastes Water Ice On Mars”. C&EN